# Sentenced
A Sentenced egy finn metal együttes volt. Gótikus metalt és heavy metalt játszottak, de karrierjük kezdetén még death és melodikus death metalt játszottak. A tagok Oulu, illetve Muhos városokból származnak. Tagok: Ville Laihiala, Miika Tenkula, Sami Lopakka, Sami Kukkohovi, Vesa Ranta, Taneli Jarva, Lari Kylmanen. 1989-ben alakultak meg. Pályafutásuk elején még "Deformity" volt a nevük, ám nem sokkal később a megalakulás után Sentenced-re változtatták a nevet. Karrierjük alatt 8 nagylemezt dobtak piacra. 2005-ben feloszlottak. 2009-ben Miika Tenkula elhunyt. Szövegeik témái: szerelem, depresszió, végzet, öngyilkosság, természet, halál.

## Diszkográfia

### Stúdióalbumok
- Shadows of the Past (1991)
- North from Here (1993)
- Amok (1995)
- Down (1996)
- Frozen (1998)
- Crimson (2000)
- The Cold White Light (2002)
- The Funeral Album (2005)